# Pseudeuphausia latifrons
Pseudeuphausia latifrons är en kräftdjursart som först beskrevs av Georg Ossian Sars 1883.  Pseudeuphausia latifrons ingår i släktet Pseudeuphausia och familjen lysräkor. Inga underarter finns listade i Catalogue of Life.